# At the money
At the money, zkráceně ATM, je pozice, ve které se může nacházet realizační cena (strike price) u obchodů s opcemi. A to taková, kdy se realizační cena (spot) pohybuje zhruba na stejné nebo totožné hodnotě jako je tržní cena aktiva v době, kdy se opce sjednává.
Podle pozice realizační ceny se určuje provize pro prodejce opce – tzv. opční prémie, která se skládá ze dvou složek – vnitřní a časové hodnoty. Opce at the money mají vnitřní hodnotu rovnou nule. Jinými slovy, při nákupu opce at the money se platí prodejci pouze časová hodnota

## Další pozice opčních obchodů
- Out of the money (OTM)
- In the money (ITM)